# Daltone
Daltone är en svensk rappare från Vällingby, utanför Stockholm.

## Diskografi

### Album
- 2009 – Så ni vet
- 2010 – Stort Hjärta
- 2012 – Höga toppar djupa dalar
- 2015 – Alla dessa drömmar

### Singlar
- 2009 – En tunga av guld
- 2009 – Dum I Huvet
- 2010 – Sol i magen
- 2010 – Ligger Vaken
- 2010 – Reser ikväll/Riv taket
- 2011 – Howard Who och en flaska Mateus
- 2012 – Du har ingen aning
- 2012 – Aldrig landa
- 2014 – Orkar du hålla dig vaken
- 2014 – Gått för långt
- 2014 – Min Snapback
- 2014 – Min Snapback (Remix)
- 2015 – Jag är 1